# Pawel Afanassjewitsch Buryschkin

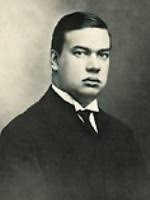
Pawel Afanassjewitsch Buryschkin

Pawel Afanassjewitsch Buryschkin (russisch Павел Афанасьевич Бурышкин; * 9. Februarjul. / 21. Februar 1887greg. in Moskau; † 27. Juli 1955 in Issy-les-Moulineaux) war ein russischer Unternehmer und Politiker.

## Leben
Buryschkin entstammte einer Kaufmannsfamilie aus dem Gouvernement Smolensk. Er besuchte das Moskauer Katkow-Lycèe mit Abschluss 1905 und studierte dann Jura an der Universität Moskau mit Abschluss 1909. Es folgte noch ein Studium am Moskauer Handelsinstitut bis 1912. 1916 trat er in das Moskauer Archäologische Institut ein.
Nach dem Tode des Vaters 1912 wurde Buryschkin Direktor des Familienunternehmens Manufakturwarenhandel A. W. Buryschkin. Dazu war er Teilhaber mehrerer Textilfabriken, deren Produkte seine Firma vermarktete, und des Verlages von I. D. Sytin. Er war Mitglied des Rates der Russischen Versicherungsunion, der Revisionskommission der Nordversicherung und des Komitees der kaufmännischen Kreditgesellschaft. 1912 wurde er Mitglied des Rates der Tagungen der Industrie- und Handelsvertreter. Er wurde in die Moskauer Börsengesellschaft gewählt (1912–1917) und in die Moskauer Kaufmannsgesellschaft (1913–1917). Er wurde dann Ältermann im Moskauer Börsenkomitee (1915–1917) und auch im Börsenkomitee der Nischni Nowgoroder Messe (1913–1917). 1915 gründete er die Gesellschaft der Manufakturgroßhändler und wurde ihr Geschäftsführer.
Buryschkin war Mitglied der Kadetten. Anfang der 1910er Jahre wechselte er zu den Progressisten, stieg in deren Zentralkomitee auf und wurde Mitherausgeber der Zeitschrift Der Morgen Russlands. 1912 wurde er Stadtverordneter der Moskauer Duma, 1914 Sekretär des Komitees der Progressisten und Vorsitzender der Pensionskommission der Stadtduma.
Im Ersten Weltkrieg leitete Buryschkin die Kontrollabteilung beim Hauptkomitee der Allrussischen Städteunion (1914–1917). 1915–1917 war er Mitglied des zentralen und Moskauer Militär-Industrie-Komitees. In seinem Moskauer Haus wurde ein Lazarett eingerichtet.
Nach der Februarrevolution 1917 wurde Moskauer Stadtoberhaupt zunächst N. I. Astrow, dessen Mitarbeiter Buryschkin war. Im März organisierte Buryschkin mit anderen die Allrussische Handels- und Industrieunion. Nach der Entlassung des Ministers für Handel und Industrie A. I. Konowalow der provisorischen Regierung bot im Mai Fürst Lwow diesen Posten Buryschkin an, der aber aus Solidarität mit Konowalow ablehnte. Im Juli 1917 wurde der Sozialrevolutionär W. W. Rudnew Moskauer Stadtoberhaupt und Buryschkin einer seiner vier Stellvertreter. Im August nahm Buryschkin an einem Treffen mit General Kornilow teil und im September an Gesprächen mit Alexander Fjodorowitsch Kerenski zur Bildung einer Koalitionsregierung. Im Oktober führte er die Handels- und Industriegruppe im Vorparlament der Russischen Republik.
Nach der Oktoberrevolution organisierte Buryschkin mit anderen in der Stadtduma ein Komitee zur Vereinigung der antibolschewistischen Kräfte. Im Sommer 1918 verließ er Moskau und begab sich in den Süden Russlands. Im Herbst 1918 beteiligte er sich am Rechten Zentrum in Moskau und darauf am Nationalen Zentrum. Während des Bürgerkrieges begab er sich im März 1919 nach Jalta und Odessa. Er wandte sich dann dem Nationalen Zentrum in Sibirien zu und begab sich im Herbst 1919 nach Omsk. Im November 1919 wurde er dort Finanzminister der von W. N. Pepeljajew geführten Omsker Regierung als Nachfolger von L. W. Hoyer. Infolge der Niederlage Koltschaks und des Machtübergangs an Denikin und Semjonow brach die Omsker Regierung zusammen. Am 7. Februar 1920 wurden Pepeljajew und Koltschak erschossen.
Buryschkin flüchtete und reiste über China, Japan und die USA nach Frankreich, um sich in Paris niederzulassen. Er trat in einige Emigrantenorganisationen ein und war 1925–1934 Professor am Russischen Handelsinstitut in Paris. Er war Mitglied einiger Emigranten-Freimaurerlogen.
Buryschkin fand sein Grab auf dem Russischen Friedhof von Sainte-Geneviève-des-Bois.
Buryschkins Sohn Wladimir (1913–1968) organisiere den russischen Basketballklub in Paris und trainierte vor dem Zweiten Weltkrieg die rumänische Nationalmannschaft. Er kämpfte während der deutschen Besetzung in der Résistance, wurde als Val Williams Oberst der British Army, rettete viele alliierte Piloten und erhielt französische, britische und US-Auszeichnungen.